# Colette (álbum)
Colette es el segundo álbum de estudio debut homónimo de la cantante mexicana Colette. Fue lanzado por Sony BMG en el año 2007. 
El álbum fue producido por Rafael Pérez Botija en España y contiene 13 temas, de los cuales 5 son covers y 8 son canciones inéditas. 

## Lista de canciones
Autor de todos lo temas: Pérez Botija
| N.º de la Canción | Título            | Duración |
| ----------------- | ----------------- | -------- |
| 01                | Lloraremos juntos | 4:08     |
| 02                | Veleta            | 3:52     |
| 03                | Perdóname         | 3:58     |
| 04                | Heridas eternas   | 3:58     |
| 05                | Náufragos         | 3:55     |
| 06                | Suéltalo          | 4:39     |
| 07                | Amores            | 3:50     |
| 08                | Cara a cara       | 4:13     |
| 09                | Sube al tren      | 3:58     |
| 10                | Amor amor         | 4:35     |
| 11                | Marioneta         | 4:05     |
| 12                | Hambre            | 4:03     |
| 13                | Jamás te dejare   | 3:26     |